# مسجد النقطة
مسجد النقطة ويعرف أيضا بـ مشهد النقطة وهو مسجد يقع في مدينة حلب على سفح جبل الجوشن. في هذا المسجد صخرة عليها نقطة دم، يقال أنها من دماء رأس الإمام الحسين. يعدّ هذا المسجد من الأماكن المقدسة عند الشيعة.

## الخلفية
هناك روايات تقول بأن بعد انتهاء معركة الطف في أرض كربلاء أراد يزيد بأن يُنشر خبر قتل الإمام الحسين لذلك أمر ابن زياد بحمل الرؤوس والسبايا إلى الشام وشهرهم في كل بلد.
فخرج موكب ابن زياد مع سبايا واقعة الطف وقد سلكوا الطريق الأهل بالسكان وهو طريق من الكوفة إلى الموصل ثم إلى حلب فحماة فحمص فدمشق.
فحين وصولهم إلى مدينة حلب نزلوا خارج المدينة على سفح جبل الجوشن، ووضعوا رأس الإمام الحسين على صخرة كانت هناك، فسقطت نقطة من دم الحسين على الصخرة.
فكانت القطرة موضع اهتمام المسلمين فاحتفظ بها أهل حلب.

## تاريخ بناء المسجد
ذكر المؤرخون أن المشهد النقطة شيده لأول مرة الأمير أبو الحسن علي سيف الدولة الحمداني سنة 351هـ حين فتح حلب وبلاد الشام. فاتخذ الصخرة التي فيها النقطة ضريحاً وشيّد عليها قبة وبنى حولها مقاماً.
وفي عام 585هـ اهتم به ملك صالح بن نور الدين وبنى مسجد حوله وفي زمن ملك عزيز بن ظاهر غازي بني حرم في جوار المسجد.
ولكن قبل إتمام بنائه استولى المغول على حلب، فدخلوا إلى هذا المشهد ونهبوا ما كان فيه وهدّموا بنائه.
وفي عام 660هـ لما تولى ملك ظاهر، قام بترميم البناء وتجديده. فأعيدت النشاطات الدينية والثقافية والاجتماعية فيه. وفي أواخر القرن العاشر أيضا تم ترميم البناء مرة أخرى.
وبعدما اندلعت الحرب العالمية في سنة 1332هـ استعمل العثمانيون هذا المسجد كمستودعاً للذخائر الحربية النارية واستمر ذلك حتى أواخر1337هـ وذلك حين خرج الإنكليز من حلب مع جيش شريف حسين ومع بدأ الفرنسيين بدخول حلب هجمت جماعة من رعاع الناس على المسجد وقامت بنهب الذخائر والأسلاحة التي تركه العثمانيون وفي حينها انفجرت الذخائر حيث تهدّم بنيان المسجد سوى قليل منه.
بقي المشهد مهدماً حتى سنة 1379هـ حيث تبنت المرجعية الشيعية العليا إعادة بناء المسجد. فتشكلت جمعية الاعمار والإحسان الإسلامية الجعفرية لإعادة بناء المشهد فجرى الترميم والبناء، وكذلك أعيدت الصخرة إلى مكانها، فأعيد بناء المسجد كما كان عليه قبل الانفجار.

## عمارة المسجد

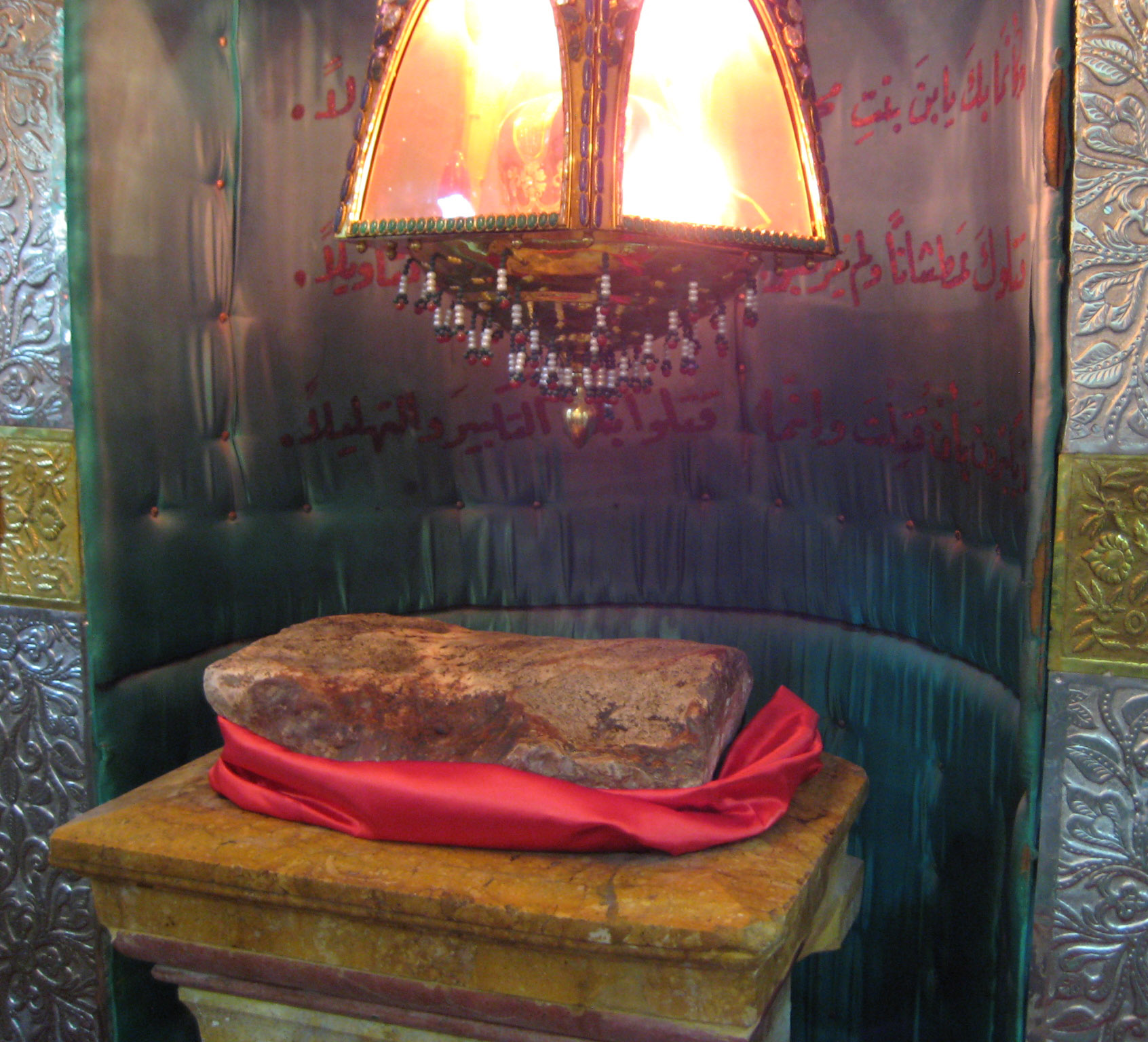

يتشكّل هذا المشهد من عمارة ضخمة فيه باحة سماوية وإيوان ومصلى مسقّف فيه محراب له عمودان من المرمر.
وفوق البناء ثلاث قباب ترتكز على أكتاف أربعة قناطر متقابلة داخل الرواق. منها قبة عظيمة لها متدليات، وتتميز القباب بجمال مقرنصاتها البسيطة.
وفي الجهة الشمالية للصحن رواق، وفي هذا الرواق من جهته الشرقية مدخل وأربع غرف، وفي الزاوية الشمالية الغربية يوجد ممر مسقّف ينتهي إلى قاعة كبيرة يشكل وحدة معمارية متكاملة.